# 拉雷讷堡
拉雷讷堡（法語：Bourg-la-Reine，法語發音：[buʁ la ʁɛn] ⓘ；又译布拉雷纳、皇后堡、皇后镇）是法国法兰西岛大区上塞纳省的一个市镇，位于巴黎市区南部，属于安东尼区。

## 地理
拉雷讷堡（48°46'41"N, 2°18'57"E）面积1.86 平方千米，位于法国法蘭西島大區上塞纳省，该省份为法国北部内陆省份，毗邻巴黎。
与拉雷讷堡接壤的市镇（或旧市镇、城区）包括：巴涅、卡尚、拉伊萊羅斯、安东尼、索镇。
拉雷讷堡的时区为UTC+01:00、UTC+02:00（夏令时）。

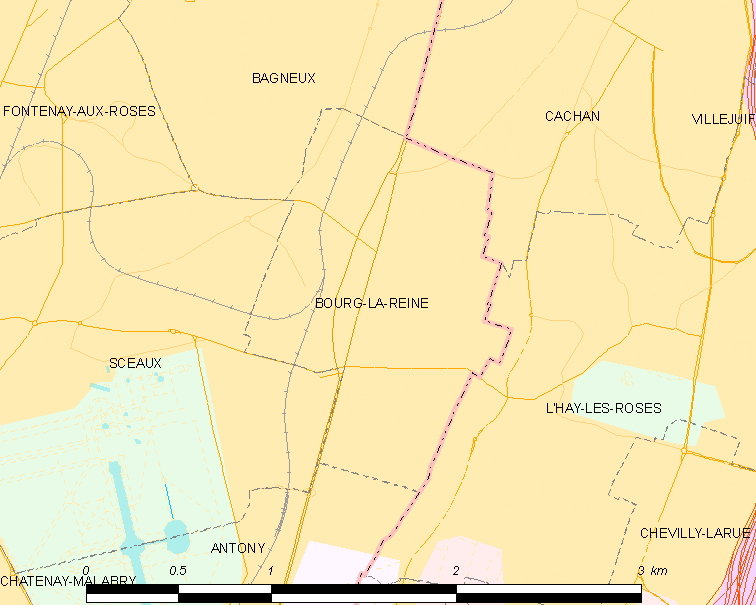
拉雷讷堡的OSM定位图

## 行政
拉雷讷堡的邮政编码为92340，INSEE市镇编码为92014。

## 政治
拉雷讷堡所属的省级选区为巴涅县。

## 交通
拉雷讷堡交通便利。往北面方向，大概每五分钟便有一趟RER B驶往巴黎市区。往南则有通往圣雷米莱舍夫勒斯以及通往勒普莱西罗班松的列车。从拉雷讷堡出发至巴黎第十一大学奥赛校区，平均只需25分钟。从拉雷讷堡出发至巴黎第十一大学勒普莱西罗班松校区，平均只需5分钟。

## 人口

1962-2008年间拉雷讷堡人口变化图示

拉雷讷堡于2022年1月1日时的人口数量为21140人。

## 友好城市
- 延庆县（北京市），于1995年签订友好交流协议。